# Jérémie Drexel
Pour les articles homonymes, voir Drexel.
Jérémie Drexel (au nom latinisé en Drexelius), né à le 15 août 1581 à Augsbourg (principauté épiscopale d'Augsbourg) et décédé le 19 avril 1638 à Munich, est un prêtre jésuite allemand, prédicateur et écrivain spirituel de renom. 

## Biographie
Fils d'une famille d'artisans protestants, il se convertit au catholicisme alors qu'il est étudiant au collège jésuite d'Augsbourg. Il rejoint les Jésuites en 1598. Au terme de sa formation il est nommé enseignant dans les collèges de Augsbourg puis de Dillingen. En 1611 il est nommé recteur du collège de Munich. En 1615 La grande réputation qu'il acquit comme orateur sacré lui valut d'être nommé prédicateur de l'électeur de Bavière Maximilien.  

## Auteur ascétique
Entre 1620 et 1638 Dexel publie 21 ouvrages ascétiques réimprimés jusqu'au milieu du XIXe siècle et traduits en diverses langues. Ses œuvres écrites en latin.  
Dans ses ouvrages « On y trouve de l'onction, de la chaleur, une forme parfois heureuse, mais peu de profondeur », lit-on sous « Jérémie Drexel », dans Pierre Larousse, Grand dictionnaire universel du XIXe siècle, Paris, Administration du grand dictionnaire universel, 15 vol., 1863-1890 [détail des éditions].
Son intérêt pour l'image se manifestait par un attrait particulier pour l'iconographie symbolique, parfois ésotérique, dont Drexel n'hésitait pas à faire usage dans son enseignement. Ses ouvrages imprimés contiennent souvent des illustrations allégoriques ou "à clefs".

## Liste de ses publications
non exhaustive

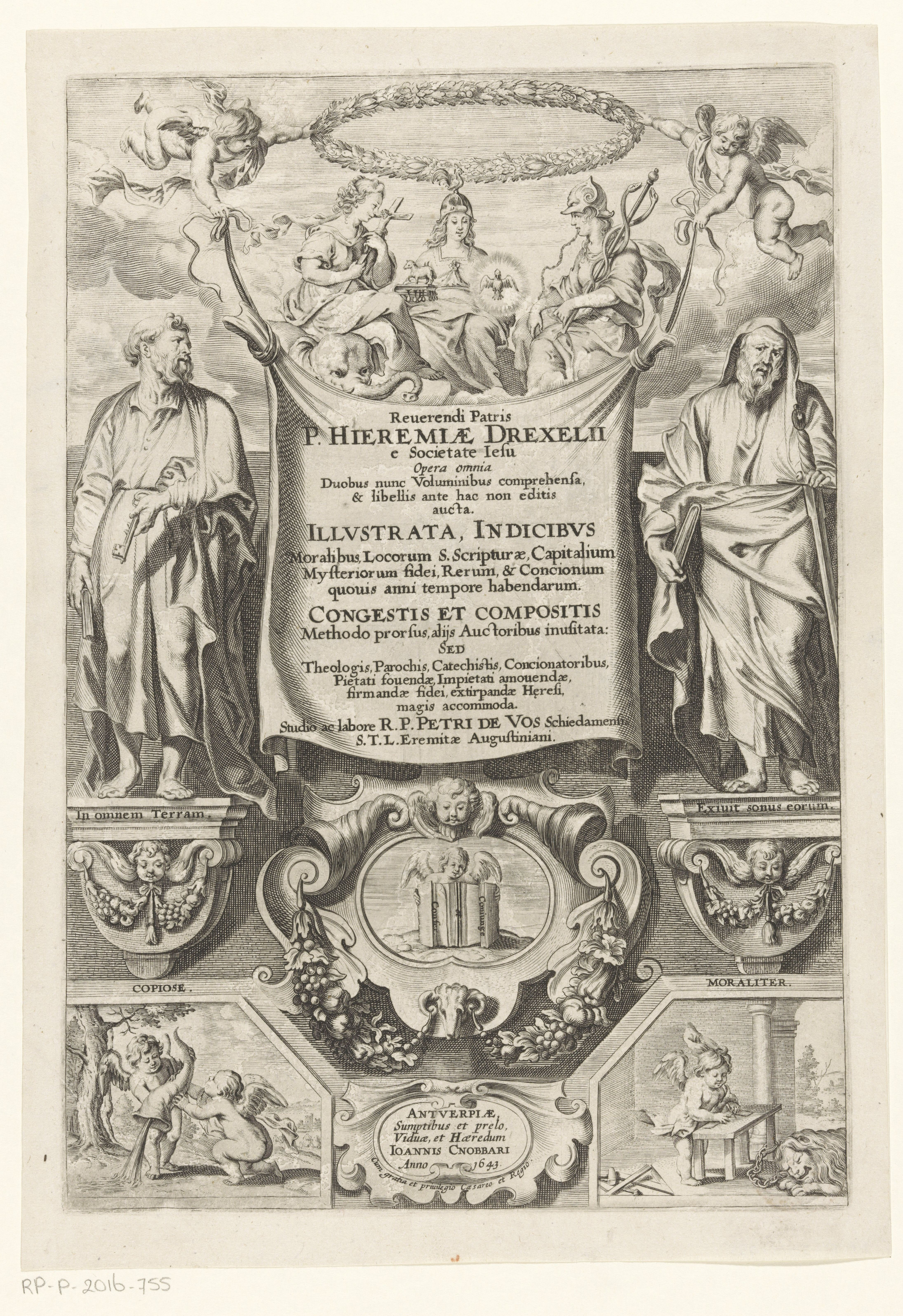
Jérémie Drexel, Opera omnia (...) Illustrata, Indicibus (...) Congestis et compositis, Anvers, 1643.

- Aeternitatis prodromus, mortis nuntius, quem sanis, aegrotis, moribundis sistit Hieremias Drexelius, 1628, traduit en 1869 sous Considérations sur l'éternité, par le Père Colomme et dans lequel on trouve une définition sur l'éternité qui fera date.
- Aloe amari sed salubris succi jejunium, quod... latine scripsit Hieremias Drexelius, 1638. Cet ouvrage en trois volumes est considéré comme son œuvre principale. Il s'agit d'une longue méditation sur le mystère du Christ naissant, souffrant et ressuscité[1].
- Antigrapheus, sive Conscientia hominis, 1655.
- Aurifodina artium et scientiarum omnium, excerpendi solertia, 1641.
- Caelum, beatorum civitas aeternitatis, pars III, 1636.
- Cultus tutelaris angeli, ex horologio, 1624.
- Infernus damnatorum carcer et rogus, 1623, ouvrage dans lequel Drexel fait une description effrayante de l'enfer.
- Nicetas, seu Triumphata incontinentia, 1631, un éloquent tableau des misères et des maux engendrés par les vices.
- Orbis Phaëthon, hoc est de Universis vitiis linguae, 1631, livre d'emblèmes sur les vices universels du langage, à classer dans la catégorie des emblèmes philologiques[2].
- Trismegistus christianus, seu Triplex cultus conscientiae, caelitum, corporis, 1631.
- Zodiacus christianus, locupletatus, seu Signa XII divinae praedestinationis, 1632, curieux livre d'emblèmes avec des planches à caractère ésotérique.